# Jill Savery
Pour les articles homonymes, voir Savery.
Jill Savery, née le 2 mai 1972 à Fort Lauderdale, est une pratiquante de natation synchronisée américaine.

## Carrière
Lors des Jeux olympiques de 1996 à Atlanta, Jill Savery est sacrée championne olympique par équipes avec Tammy Cleland, Suzannah Bianco, Heather Pease, Becky Dyroen-Lancer, Nathalie Schneyder, Heather Simmons-Carrasco, Jill Sudduth, Emily Lesueur et Margot Thien,.